# Мадридска осморка (Шпанија)
Мадридска осморка (шп. Grupo de los Ocho; Grupo de Madrid) је назив за скупину шпанских музичара, композитора и музиколога која се сматра музичким еквивалентом Генерације 1927. Њени чланови су били: 
- Ернесто Халфтер
- Родолфо Халфтер (Ернестов брат)
- Хуан Хосе Мантекон
- Хулијан Баутиста
- Фернандо Ремача
- Роса Гарсија Аскот
- Салвадор Бакарисе
- Густаво Питалуга

С групом су били повезани Хесус Бал и Гај и Адолфо Салазар. Група је настала почетком 30-их година XX века с циљем борбе против музичког конзервативизма у духу париске Шесторке (фр. Les Six). Избијање Шпанског грађанског рата и долазак Франкове диктатуре осујетили су њихове напоре.